# Morti nel 1526
| Questa pagina contiene informazioni ricavate automaticamente dalle voci biografiche con l'ausilio del template Bio e di un bot. L'aggiornamento è periodico e automatico e ricostruisce completamente la pagina. Se manca una persona in questa lista, sei pregato di non aggiungerla, ma accertati piuttosto che la sua voce biografica contenga il template Bio e che i dati anagrafici siano correttamente compilati. Se il template Bio manca, inseriscilo tu stesso o, in alternativa, metti l'avviso {{tmp\|Bio}} che ne segnala la mancanza. Se i dati riportati sono sbagliati, correggi direttamente la voce biografica; le modifiche saranno visibili in questa lista entro pochi giorni. Per chiarimenti vedi il progetto biografie. La lista contiene solo le 57 persone che sono citate nell'enciclopedia e per le quali è stato implementato correttamente il template Bio. Pagina aggiornata al 27 gen 2025. |

## Gennaio(3)
- 13 gennaio - Andrea Fusina, scultore italiano (n. 1470)
- 19 gennaio - Isabella d'Asburgo (n. 1501)
- 28 gennaio - Elisabetta Gonzaga, mecenate italiana (n. 1471)

## Febbraio(2)
- 10 febbraio - Giovanni V di Oldenburg, nobile tedesco (n. 1460)
- 10 febbraio - Bernardo Zenale, pittore e architetto italiano

## Marzo(1)
- 15 marzo - Charles Somerset, I conte di Worcester, nobile inglese (n. 1460)

## Aprile(2)
- 21 aprile - Gil González Dávila, esploratore spagnolo (n. 1480)
- 21 aprile - Ibrāhīm Lodī, sultano indiano (n. 1480)

## Maggio(2)
- 11 maggio - Juan Gil de Hontañón, architetto spagnolo (n. 1480)
- 19 maggio - Go-Kashiwabara, imperatore giapponese (n. 1464)

## Giugno(1)
- 4 giugno - Francisco Fernández de la Cueva, nobile spagnolo (n. 1467)

## Luglio(1)
- 30 luglio - García Jofre de Loaísa, esploratore spagnolo (n. 1490)

## Agosto(8)
- 4 agosto - Juan Sebastián Elcano, navigatore spagnolo
- 14 agosto - Pietro Summonte, umanista italiano (n. 1453)
- 15 agosto - Giulio Manfrone, condottiero italiano
- 28 agosto - Hürrem Pascià, politico ottomano
- 29 agosto - Luigi II d'Ungheria e Boemia, re ungherese (n. 1506)
- 29 agosto - Stefan Schlick (n. 1487)
- 29 agosto - Pál Tomori, generale e arcivescovo cattolico ungherese (n. 1475)
- 29 agosto - György Zápolya, generale e nobile ungherese (n. 1488)

## Settembre(1)
- 20 settembre - Felice da Corsano, religioso italiano

## Ottobre(2)
- 18 ottobre - Lucas Vázquez de Ayllón, esploratore spagnolo
- 20 ottobre - Bianca Maria Scapardone, nobildonna italiana

## Novembre(4)
- 5 novembre - Scipione del Ferro, matematico italiano (n. 1465)
- 13 novembre - Matteo Prandone, condottiero italiano
- 25 novembre - Benedetto Giraldi della Rovere, condottiero italiano
- 30 novembre - Giovanni delle Bande Nere, condottiero italiano (n. 1498)

## Dicembre(1)
- 25 dicembre - Bernardino I di Savoia-Racconigi, marchese

## Senza giorno specificato(29)
- Alessio Agliardi, ingegnere e architetto italiano (n. 1443)
- Sebastián de Almonacid, scultore spagnolo (n. 1460)
- Marino Becichemo, letterato e oratore albanese (n. 1468)
- Gian Francesco Bembo, pittore italiano
- Anna Cabrera Ximénez, nobile italiana (n. 1460)
- Andrea Carafa, condottiero italiano
- Caterina di Pomerania-Wolgast, nobile tedesca (n. 1465)
- Diego Colombo, esploratore portoghese
- Davide X di Cartalia, sovrano georgiano (n. 1482)
- Pandolfo Fancelli, scultore italiano
- Andrea Ferrucci, scultore italiano (n. 1465)
- Conrad Grebel, teologo svizzero (n. 1498)
- Francisco Hernández de Córdoba, esploratore spagnolo
- Joannicus I di Costantinopoli, arcivescovo ortodosso greco
- Maestro di Giacomo IV di Scozia, miniatore e pittore fiammingo (n. 1485)
- Francesco Melanzio, pittore italiano (n. 1465)
- Ninan Cuyuchi, principe inca
- Borghese Petrucci, politico italiano (n. 1490)
- Pietro Martire d'Anghiera, storico italiano (n. 1457)
- Jörg Ratgeb, pittore tedesco
- Eucario Rodione, medico tedesco
- Bernardo di Stefano Rosselli, pittore italiano (n. 1450)
- Giovanni Angelo Scinzenzeler, editore e umanista italiano
- Ermes Stampa, vescovo cattolico italiano
- Al-Hadi ben Isa, mistico marocchino (n. 1467)
- Giulio Tassoni Estense, nobile e condottiero italiano
- Jacopo Torni, scultore, architetto e pittore italiano (n. 1476)
- Juan Velázquez Tlacotzin,  azteco
- Muhammad al-Burtuqali, sultano marocchino (n. 1464)